# 欽定四庫全書總目提要
《欽定四庫全書總目提要》，簡稱四庫全書總目、四庫總目、四庫提要，共二百卷，是中国清代紀昀等編纂的一部大型解題書目，是中國古典目录学方法的集大成者。

## 介绍
《總目》以經史子集提綱，部下分類，全书共分四部、四十四类、六十七个子目，錄收《四庫全書》的著作3461種、79307卷，又附錄了未收入《四庫全書》的著作6793種、93551卷。各书之下编有内容提要，“先列作者之爵里，以論世知人；次考本書之得失，權眾說之異同；以及文字增刪、篇帙分合，皆詳為定辨，鉅細不遺；而人品學術之醇疵、國紀朝章之法戒，亦未嘗不各昭彰癉，用著懲戒”，详为考辨。
昭槤評價《總目》：“所著《四庫全書總要》總匯三千年間典籍，持論簡而明，修辭淡而雅，人爭服之。”江藩《漢學師承記》稱：“大而經史子集，以及醫卜詞曲之類。其評論抉奧闡幽，詞明理正，識力在王仲寶、阮孝緒之上。”近代史家陳垣則認為“因《四库提要》于学术上有高名，而成书仓猝，纰缪百出，易播其误于众”。
乾隆时期，《总目》传本先后有七阁写本、两种稿本以及浙江刻本、武英殿刻本。各本卷端率题《钦定四库全书总目》，并无题作《钦定四库全书总目提要》者。

## 版本
乾隆六十年十月，浙江布政使谢启昆等刊竣《四库全书总目》二百卷卷首一卷，底本是文澜阁所藏的写本一百二十五册，是为《总目》第一刻，是为浙本。浙江刻本的底本，即“文澜阁藏本”。文澜阁《四库全书》中的写本《钦定四库全书总目》一百二十五册，析为四部，分置《四库全书》经、史、子、集四部之首，其绢面颜色亦因库书而异（经绿、史红、子蓝、集灰）。这些都明明白白记录在嘉庆二十五年（1820年）杭州承办盐商吴恒聚等造《文澜阁四库全书书目清册》之中，同时载录的还有《钦定四库全书考证》一百册，亦分隶库书经、史、子、集四部；《钦定四库全书简明目录》八册，置全书之首。三书皆写本。《清册》中没有武英殿刊本或武英殿聚珍本之记载。
《四库全书总目》二百卷，乾隆四十六年二月编撰完稿，乾隆四十七年七月修改定稿；拟缮写正本四份，於文渊、文源、文津、文溯四阁陈设，并“请交武英殿刊刻颁行”。因有各馆未成之书尚须续纂提要、依类归入，所以拖到乾隆五十一年曹文埴才奏请开始刊刻，并缮写式样。然因随后查出李清等人有禁书，《总目》又经覆查、修改等，直至乾隆六十年十一月始刊竣刷印装潢（陶湘编《故宫殿本书目》著录为乾隆五十四年刻本不确），是为殿本。《四库全书总目》殿本从基本完稿到武英殿刊刻完工，花了近十五年工夫。如上所述，这期间《总目》一直处於修订、调整状态。殿本与浙本同年刻成，而且浙本还早殿本一个月，所谓“浙本翻刻殿本”之说纯属向壁虚造。
同治七年（1868年），广东又以浙本为底本翻刻，是为粤本。（以上参考崔富章《关于〈四库全书总目〉的定名及其最早的刻本》，《文史》200402期）
三刻本中，殿本最佳，浙本流传最广。
國立故宮博物院藏有〈四庫全書總目（清寫本）〉為紀昀等編纂的卷四十五至卷四十九，文中朱墨筆改削是總纂官紀昀手跡，可與通行之「總目」相比勘。

## 研究
对《总目》的辨析考证研究，主要有胡玉縉《四庫全書總目提要補正》、嘉錫《四庫提要辨證》、崔富章《四库提要补正》和李裕民《四库提要订误》。
1997年，中华书局以殿本为底本，以浙、粤二本为参考本，吸取各家考证研究成果，出版《钦定四库全书总目整理本》，是目前最佳的版本。

## 延伸阅读
[在维基数据编辑]
 在维基文库阅读本作品原文（ 在维基共享资源阅览影像）